# R. C. Gorman
R. C. Gorman (* 26. Juli 1931 in Chinle, Arizona; † 3. November 2005 in Albuquerque, New Mexico; eigentlich Rudolph Carl Gorman) war ein Navajo-Künstler. Gorman wurde von der New York Times als "Picasso der amerikanischen Kunst" ("Picasso of the American art") bezeichnet.

## Lebenslauf
Gorman wurde in Chinle im US-Bundesstaat Arizona geboren. Seine Mutter war Adele Katherine Brown. Sein Vater Carl Gorman, ein bekannter Navajo Maler und Lehrer, war während des Zweiten Weltkrieges Navajo-Funker.
Gorman wuchs in einer traditionellen Navajo Hogan auf und begann bereits im Alter von drei Jahren zu malen. Seine Großmutter, die ihn mit aufzog, führte ihn in die Legenden der Navajo ein und zählte auf die Wurzeln seiner bereits künstlerisch tätigen Vorfahren. Sie fachte seinen Wunsch, ein Künstler zu werden, noch mehr an. Während er im Canyon de Chelly mit seinen Tanten Schafe hütete, malte er auf die Felsen, in den Sand und Schlamm. Seine ersten Skulpturen aus Lehm waren Micky Maus und Shirley Temple.
Nachdem er die High School verlassen hatte, diente er in der US-Marine. Danach ging er auf die Northern Arizona University, wo er im Hauptfach Literatur und im Nebenfach Kunst studierte.

## Erfolge
1958 erhielt er sein erstes Stipendium der Navajo Tribal Council, um außerhalb der USA studieren zu können. Er schrieb sich in das Kunstprogramm des Mexico City Colleges ein, wo er von der Arbeit Diego Riveras lernte und beeinflusst wurde.
Später studierte er Kunst an der San Francisco State University und arbeitete als Model.
Gorman zog von Kalifornien nach New Mexico, wo er 1968 seine Navajo Gallery in Taos eröffnete. Es war die erste Galerie, die einem amerikanischen Ureinwohner gehörte.
1973 war er der einzige lebende Künstler, der an der Ausstellung „Meisterwerke der Indianer“ teilnehmen konnte. Die Ausstellung fand im Metropolitan Museum in New York statt. Eines seiner Werke wurde als Titelbild des Ausstellerkatalogs gewählt.

## Anerkennungen und Sammler seiner Werke
Die Harvard-Universität würdigte ihn 1986 für seinen „bemerkenswerten Beitrag zur Amerikanischen Kunst und Indianischen Kultur“. Die ehemalige Bürgermeisterin von San Francisco, Dianne Feinstein, ernannte den 19. März zum „Gorman Day“.
Bekannte Freunde und Sammler seine Werke sind und waren Elizabeth Taylor, Danny DeVito, Arnold Schwarzenegger, Barry Goldwater, Gregory Peck, Erma Bombeck, Lee Marvin, Jacqueline Kennedy Onassis und sein Kunstfreund Andy Warhol, der ein Porträt Gorman’s im Badezimmer hängen hatte.

## Späteres Leben und Tod
Im Jahr 1997 wurde gegen Gorman wegen sexuellen Missbrauchs an Kindern ermittelt. Das FBI verfügte über entsprechende Beweise, die jedoch aufgrund von Verjährungsfristen nicht mehr angewendet werden konnten.
Gorman spendete 1998 Kunst zu Tom Udalls Wahlkampf für das US-Repräsentantenhaus. 2003 vermachte er seine persönliche Bibliothek an das Diné College in Tsaile.
Am 18. September 2005 erkrankte Gorman in seinem Haus und wurde ins Holy Cross Krankenhaus in Taos eingeliefert. Am 26. September wurde er in das Universitätsklinikum in Albuquerque verlegt, wo er am 3. November 2005 im Alter von 74 Jahren starb.

## Einflüsse
Gorman lernte von den Arbeiten Diego Riveras, David Alfaro Siqueiros und Rufino Tamayos. Er wurde von ihren Farben und Formen inspiriert, die sich von Abstraktion zu abstrakten Realismus änderten. Er nutzte diese abstrakten Formen und Profile um seinen eigenen, einzigartigen, persönlichen und realistischen Stil zu finden, der für Vertraute seiner Werke unverkennbar ist. Während seines Aufenthalts in Mexiko lernte er die Lithografie von Jose Sanchez. Er nutzte diese Handwerkskunst ausgiebig und malte direkt auf Steine, von denen die Lithografen gedruckt wurden.

## Auszeichnungen
Gorman erhielt für seine Verdienste an der Kultur Amerikanischer Ureinwohner unter anderem folgende Titel und Auszeichnungen:
- Ehrendoktorwürde in Kunstwissenschaften des College of Ganado
- R.C. Gorman Tag in San Francisco und im Staat New Mexico
- Doktor der Geisteswissenschaften, Eastern New Mexico University
- Ehrendoktorwürde in Geisteswissenschaften der Northern Arizona University
- Auszeichnung zum Absolvent des Jahres der National Association of Colleges and Universities
- Camino Real Award der Lateinamerikanischen Handelskammer